# Finnsjön (Helgums socken, Ångermanland)
Finnsjön är en sjö i Sollefteå kommun i Ångermanland och ingår i Ångermanälvens huvudavrinningsområde. Sjön är 7 meter djup, har en yta på 1,22 kvadratkilometer och är belägen 246 meter över havet. Sjön avvattnas av vattendraget Finnån. Vid provfiske har bland annat abborre, braxen, gers och gädda fångats i sjön.

## Delavrinningsområde
Finnsjön ingår i det delavrinningsområde (700889-154528) som SMHI kallar för Utloppet av Finnsjön. Medelhöjden är 283 meter över havet och ytan är 8,03 kvadratkilometer. Räknas de 9 avrinningsområdena uppströms in blir den ackumulerade arean 124,85 kvadratkilometer. Finnån som avvattnar avrinningsområdet har biflödesordning 4, vilket innebär att vattnet flödar genom totalt 4 vattendrag innan det når havet efter 83 kilometer. Avrinningsområdet består mestadels av skog (79 procent). Avrinningsområdet har 1,22 kvadratkilometer vattenytor vilket ger det en sjöprocent på 15,2 procent.

## Fisk
Vid provfiske har följande fisk fångats i sjön:
- Abborre
- Braxen
- Gärs
- Gädda
- Löja
- Mört